# スタンディングウェーブ現象
スタンディングウェーブ現象（スタンディングウェーブげんしょう）とは、空気圧が低いタイヤを使用して高速走行を行った場合、タイヤの接地面より後方が波状に変形する事を言う。タイヤの接地部分の歪みは波となって前後に伝わるが、波の伝わる速度よりタイヤの回転が速いと、伝播した波が重なり合って大きな波となりタイヤを変形させる。
単純に表現すると、接地してへこんだ形が元に戻る前にタイヤが一周してしまい、地面がタイヤをへこまそうとする力とタイヤが元の形に戻ろうとする力のバランスが崩れてしまう状態。
この波は車軸を揺らす訳ではないので、運転者には認識しづらい。通常この現象が発生すると、タイヤが不規則に揉まれるような状態になるため急速に加熱し、短時間でバースト（破裂）する事が多い。
これを防ぐには、速度を控えて走行する、過積載・片荷（偏った積載）は避ける、タイヤの空気圧を規定値に保つ、より高速走行向けに設計されたタイヤを用意するなどの方法がある。
スタンディングウェーブ（Standing wave）とは定常波のこと。